# Les Sentinelles du Pacifique
Pour plus de détails, voir Fiche technique et Distribution.
Les Sentinelles du Pacifique, ou Le Bombardement au Québec, (大轰炸, Da hong zha) est un film de guerre chinois réalisé par Xiao Feng, sorti en 2018.

## Synopsis
Le film relate le bombardement de la ville de Chongqing par les forces armées japonaises pendant la Seconde Guerre mondiale. L'armée chinoise, sous le commandement de Chiang Kai-Shek, utilise la ville pour se ravitailler.

## Fiche technique
- Titre : Les Sentinelles du Pacifique
- Titre québécois : Le Bombardement
- Titre chinois : 大轰炸 (Da hong zha)
- Titre international : Air Strike
- Autres titres : The Bombing, Unbreakable Spirit
- Réalisation : Xiao Feng
- Scénario : Ping Chen
- Musique : Liguang Wang
- Photographie : Shu Yang
- Montage : Robert A. Ferretti, Paul Harb, Chi-Leung Kwong
- Société de production : China Film Group
- Société de distribution : Metropolitan Filmexport
- Production : Stephen J. Eads, Jian-Xiang Shi, Buting Yang
- Directeur artistique : Mel Gibson[1],[2]
- Type : 3D[3]
- Budget: 65 000 000 $[4]
- Pays de production :  Chine
- Langues originales : mandarin, anglais
- Dates de sortie : 
  - États-Unis : 26 octobre 2018 (VOD)
  - France : 26 novembre 2018 (DVD)

## Distribution
- Liu Ye (VF : Serge Faliu ; VQ : Adrien Bletton) : Xue Gang Tou
- Bruce Willis (VF : Patrick Poivey ; VQ : Jean-Luc Montminy) : Colonel Jack Johnson
- Adrien Brody (VF : Adrien Antoine) : Steve
- Song Seung-heon (VF : Gauthier Battoue ; VQ : Louis-Philippe Dandenault) : An Ming Xun / An Ming He
- William Chan : Cheng Ting
- Fan Wei (VF : Patrice Dozier ; VQ : Manuel Tadros) : oncle Cui
- Wu Gang (VF : Pierre-François Pistorio ; VQ : Tristan Harvey) : Zhao Chun
- Ma Su (VF : Ingrid Donnadieu) : Ding Lian / Diana
- Che Yongli (VF : Déborah Perret ; VQ : Isabelle Leyrolles) : Yaogu
- Feng Yuanzheng (VF : Pierre Tessier ; VQ : Pierre Auger) : Xue Man Guan
- Janine Chang (VF : Stéphanie Lafforgue ; VQ : Catherine Bonneau) : Qian Xue / Susan
- Geng Le (VQ : Philippe Martin) : Jin Xiang
- Tenma Shibuya : Sato
- Zhang Fan (VF : Vincent Ropion) : Cui Liu
- Nicholas Tse : Lei Shou
- Fan Bingbing : Ye Pei Xuan
- Chen Daoming : chef de la City Defense
- Simon Yam : le commandant de l'Air Defense
- Ray Lui : le colonel de l'Air Force
- Lei Jia : Wan Jia
- Hu Bing : le doyen de l'hôpital
- Huang Haibing : l’adjudant de Jack
- Rumer Willis : Julia
- Liu Xiaoqing : madame Zhang
- Eva Huang (VQ : Kim Jalabert) : Du Mei
- Kenny Bee : l'officier du gouvernement
- Jiro Wang : le jeune officier
- Cao Kefang : le patriote
- Niki Chow : la jeune patriote

## Sortie
La sortie en Chine devait se faire en août 2018, puis a été reportée à octobre 2018 à la suite d'un scandale de fraude fiscale de l'actrice Fan Bingbing. En octobre 2018, à quelques jours de la sortie en salles , la société de distribution chinoise a finalement décidé d'annuler la sortie du film à la suite de soupçons de blanchiment d'argent visant la production du film. Aux États-Unis et en France, la sortie en VOD et DVD est quant à elle maintenue par Metropolitan Filmexport.